# Sarah Ann Hildebrandt
Sarah Ann Hildebrandt (Granger, Indiana, 1993. szeptember 23. –) amerikai női szabadfogású birkózó. A 2018-as birkózó-világbajnokságon ezüstérmet szerzett 53 kg-os súlycsoportban, szabadfogásban. Háromszoros Pánamerikai Bajnokság győztes 53 és 55 kg-ban.

## Sportpályafutása
A 2018-as birkózó-világbajnokságon az 53 kg-osok súlycsoportjában megrendezett döntő mérkőzés során a japán Okuno Haruna volt ellenfele, aki 10–0-ra győzött technikai tussal.